# فهرست خودروهای مرسدس-بنز
مرسدس بنز از تاریخ ۲۸ ژوئن ۱۹۲۶ شروع به کار کرد.
در فهرست زیر تمام خودروهای مرسدس بنز از ابتدا تا کنون آمده‌است.

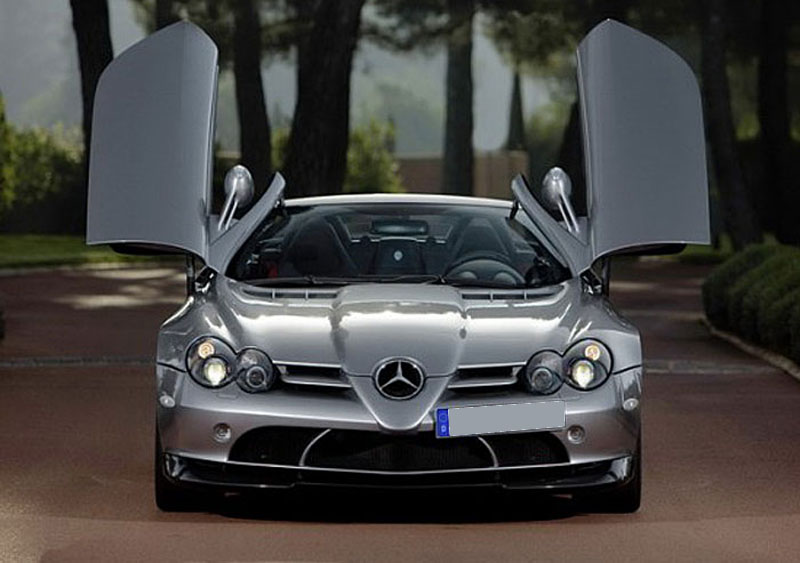

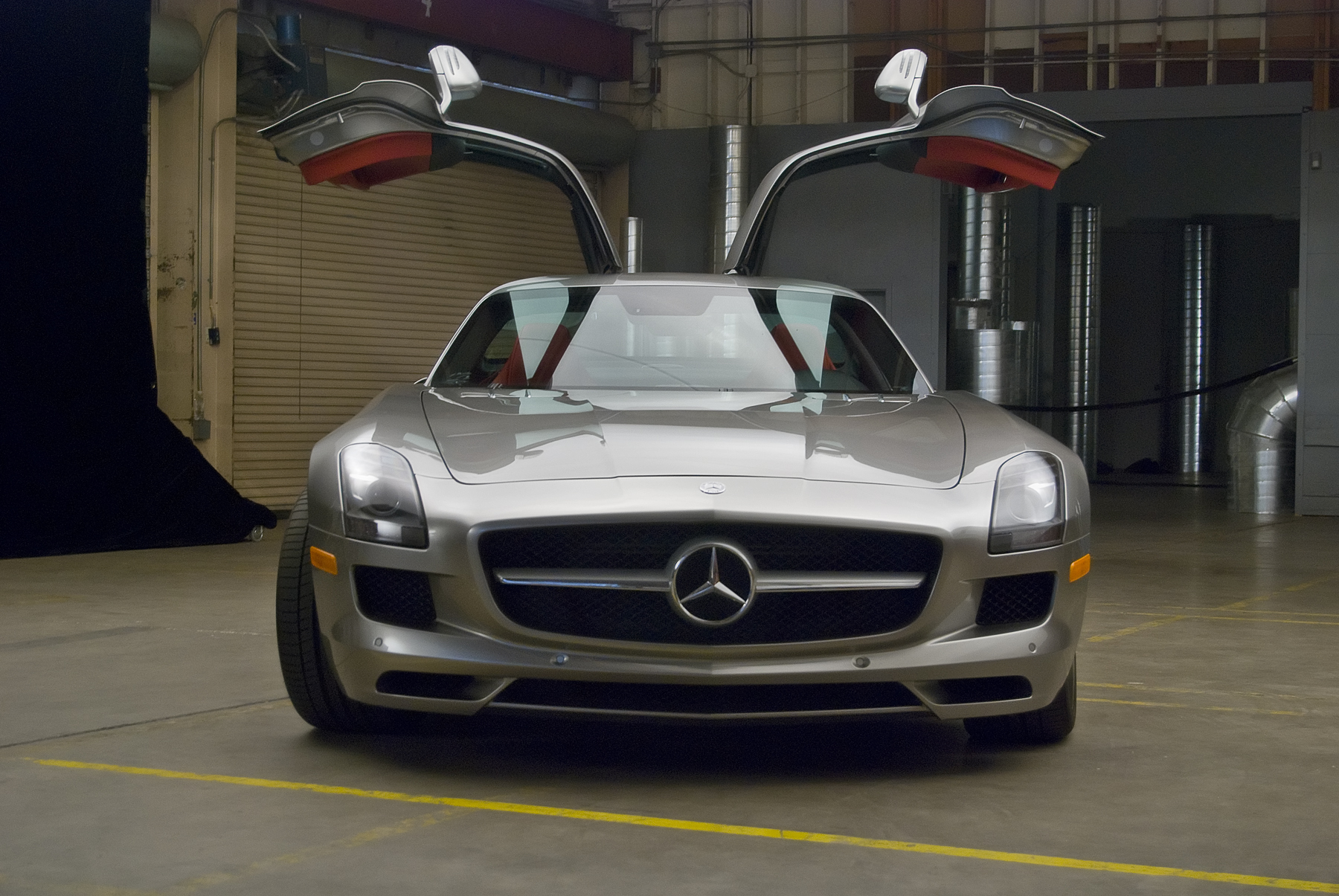

## خودرو

### دهه ۱۹۲۰

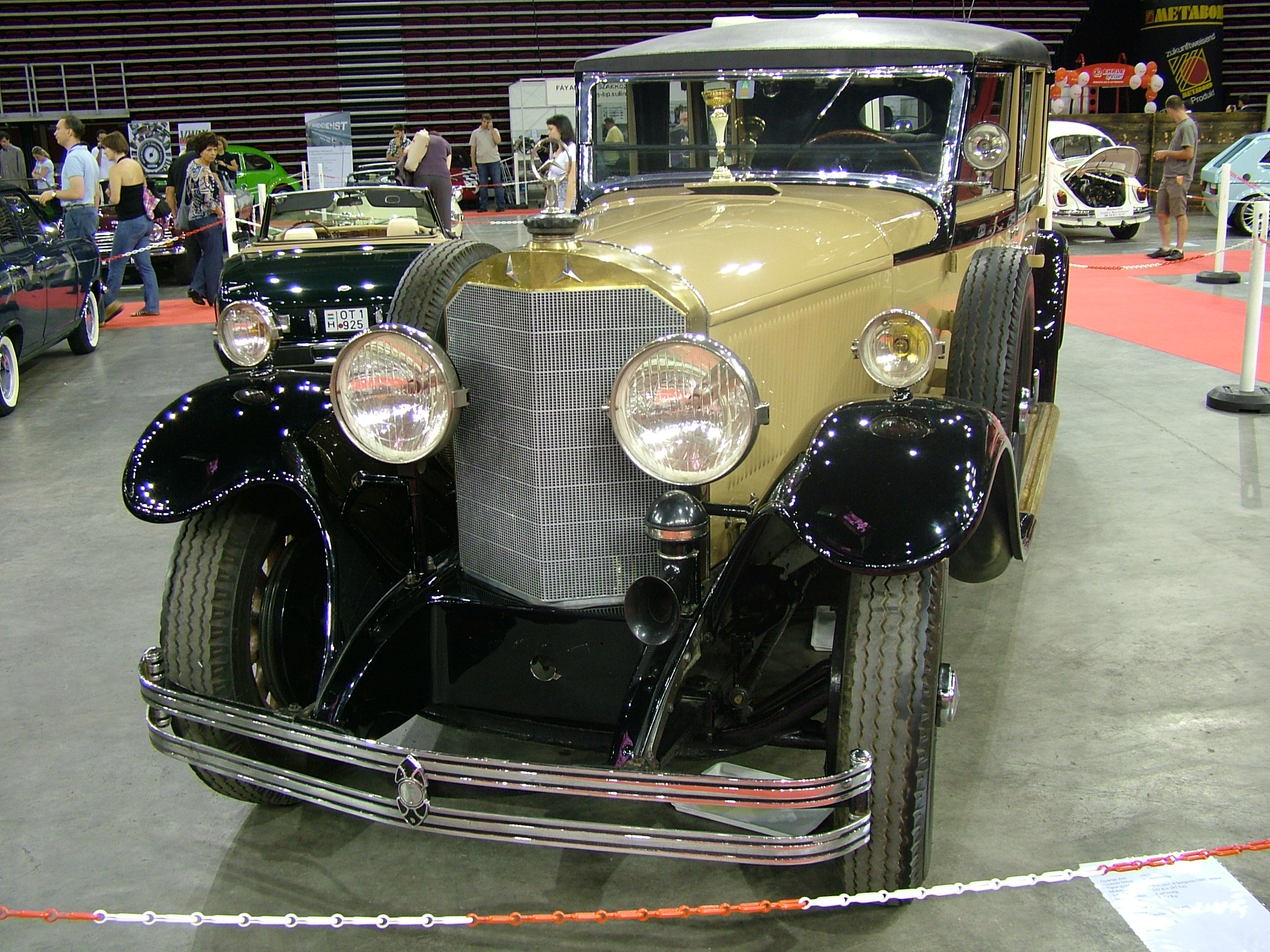
مرسدس بنز ۶۳۰ کا

- مرسدس بنز ۴۰۰
- مرسدس بنز ۶۲۰
- مرسدس-بنز دبلیو۰۲
- مرسدس-بنز دبلیو۰۳[۲]
- مرسدس بنز دبلیو ۰۸
- مرسدس-بنز دبلیو۱۰
- مرسدس بنز دبلیو ۱۱

### دهه ۱۹۳۰

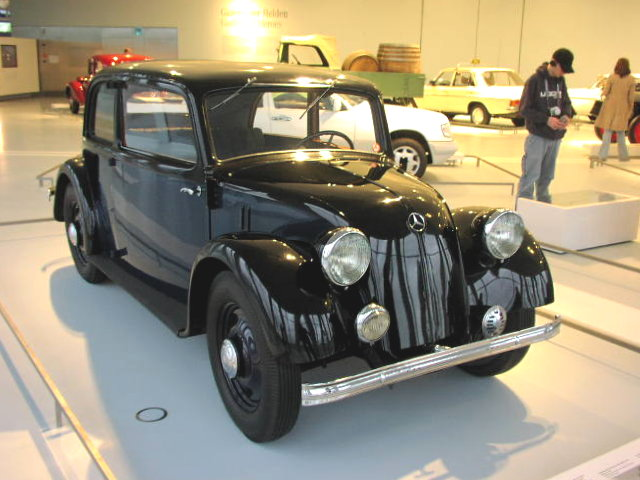
مرسدس بنز دبلیو ۲۳

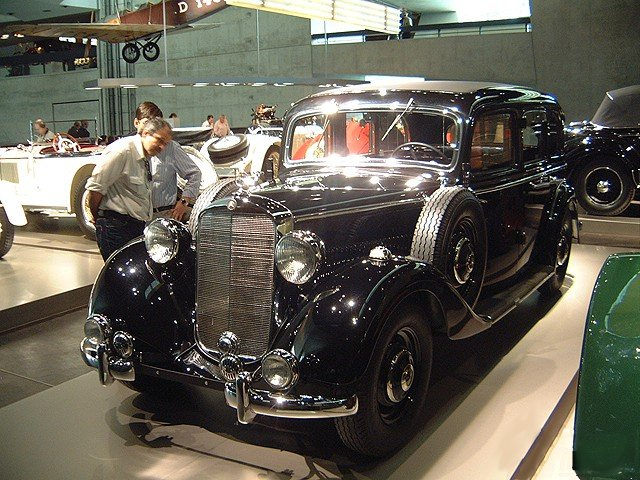

- مرسدس-بنز ۷۷۰
- مرسدس-بنز ۱۳۰
- مرسدس-بنز دبلیو۱۰
- مرسدس-بنز دبلیو۲۲
- مرسدس-بنز دبلیو۲۱
- مرسدس-بنز دبلیو۱۸
- مرسدس-بنز ۱۳۰
- مرسدس-بنز ۵۰۰کی
- مرسدس-بنز دبلیو۳۱
- مرسدس-بنز ۱۳۰
- مرسدس-بنز دبلیو۱۳۶
- مرسدس-بنز ۲۶۰ دی
- مرسدس-بنز ۵۴۰کی
- مرسدس-بنز دبلیو۱۴۳
- مرسدس-بنز دبلیو۱۴۲
- مرسدس-بنز ۷۷۰
- مرسدس-بنز دبلیو۱۵۳

### دهه ۱۹۴۰
- مرسدس-بنز دبلیو۱۳۶

### دهه ۱۹۵۰

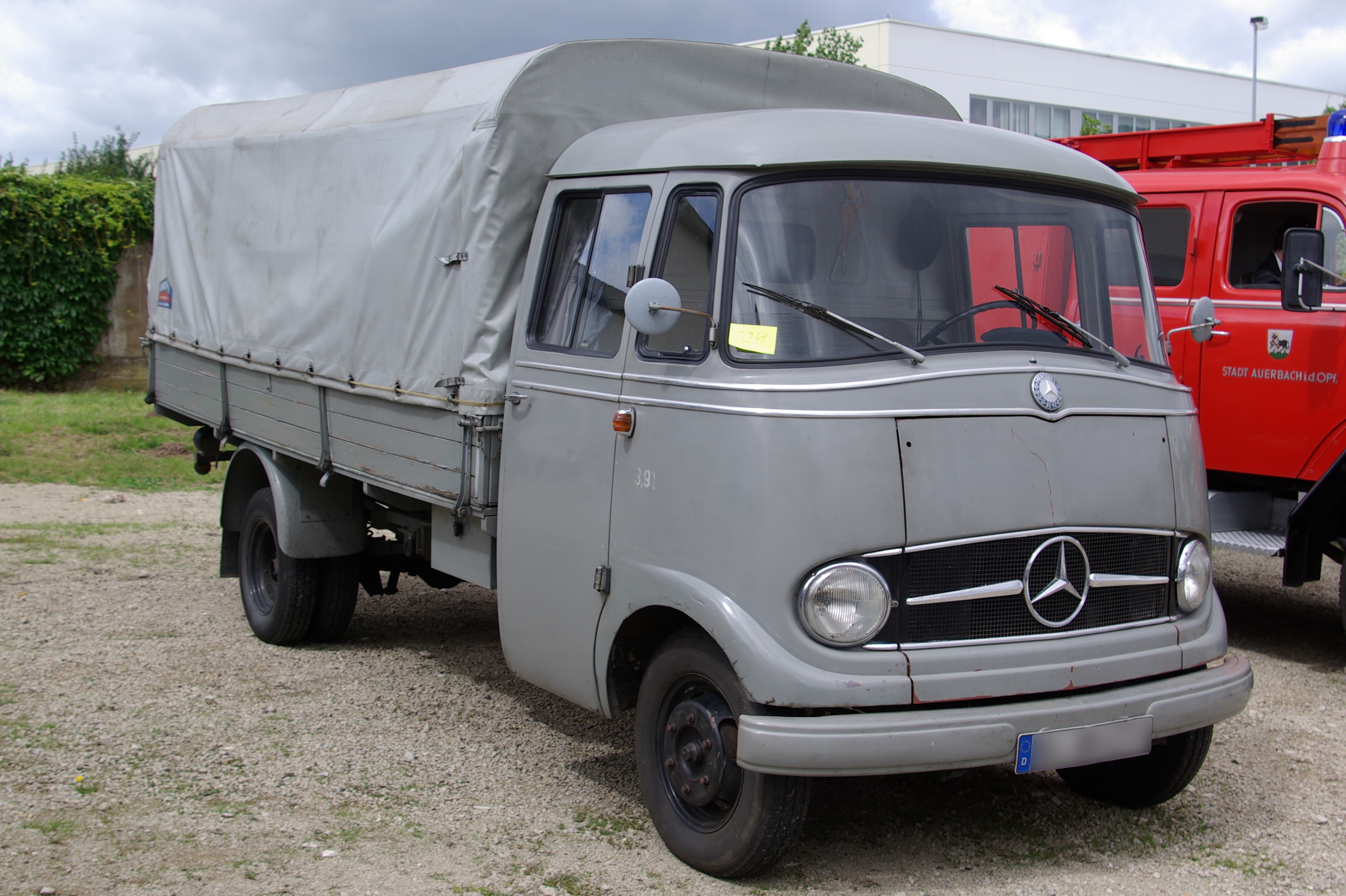

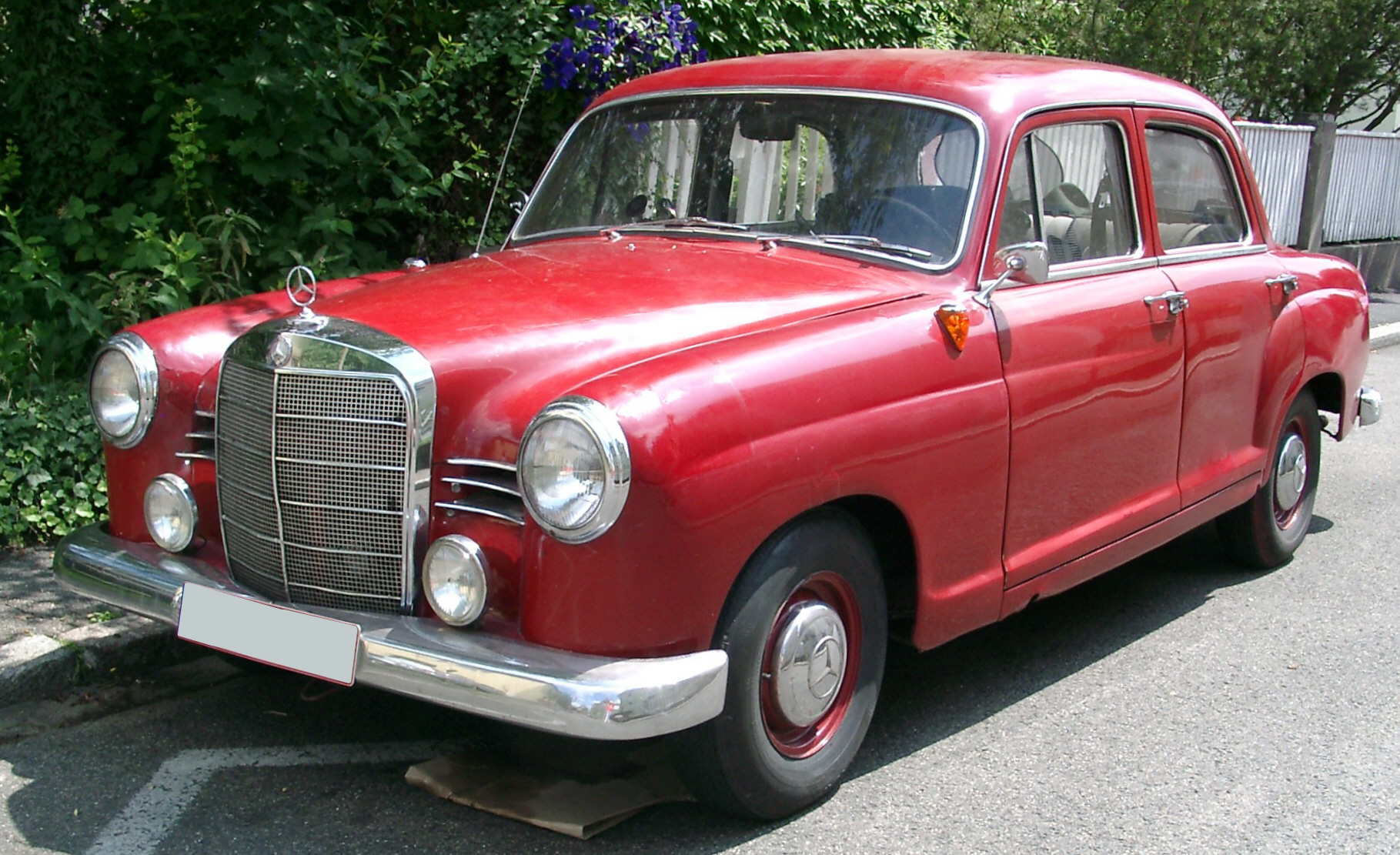

- مرسدس-بنز دبلیو۱۸۷
- مرسدس-بنز دبلیو۱۸۶
- مرسدس-بنز دبلیو۱۸۸
- مرسدس-بنز دبلیو۱۲۰
- مرسدس-بنز دبلیو۱۸۰
- مرسدس-بنز ۳۰۰اس‌ال
- مرسدس-بنز ۱۹۰اس‌ال
- مرسدس-بنز ال ۳۱۹
- مرسدس-بنز دبلیو۱۰۵
- مرسدس-بنز دبلیو۱۲۰
- مرسدس-بنز دبلیو۱۸۹
- مرسدس-بنز دبلیو۱۲۸
- مرسدس-بنز دبلیو۱۱۱

### دهه ۱۹۶۰
- مرسدس-بنز دبلیو۱۱۰
- مرسدس-بنز دبلیو۱۱۲
- مرسدس-بنز دبلیو۱۱۳
- مرسدس-بنز ۶۰۰
- مرسدس-بنز دبلیو۱۰۸
- مرسدس-بنز دبلیو۱۱۴
- مرسدس-بنز تی۲

### دهه ۱۹۷۰

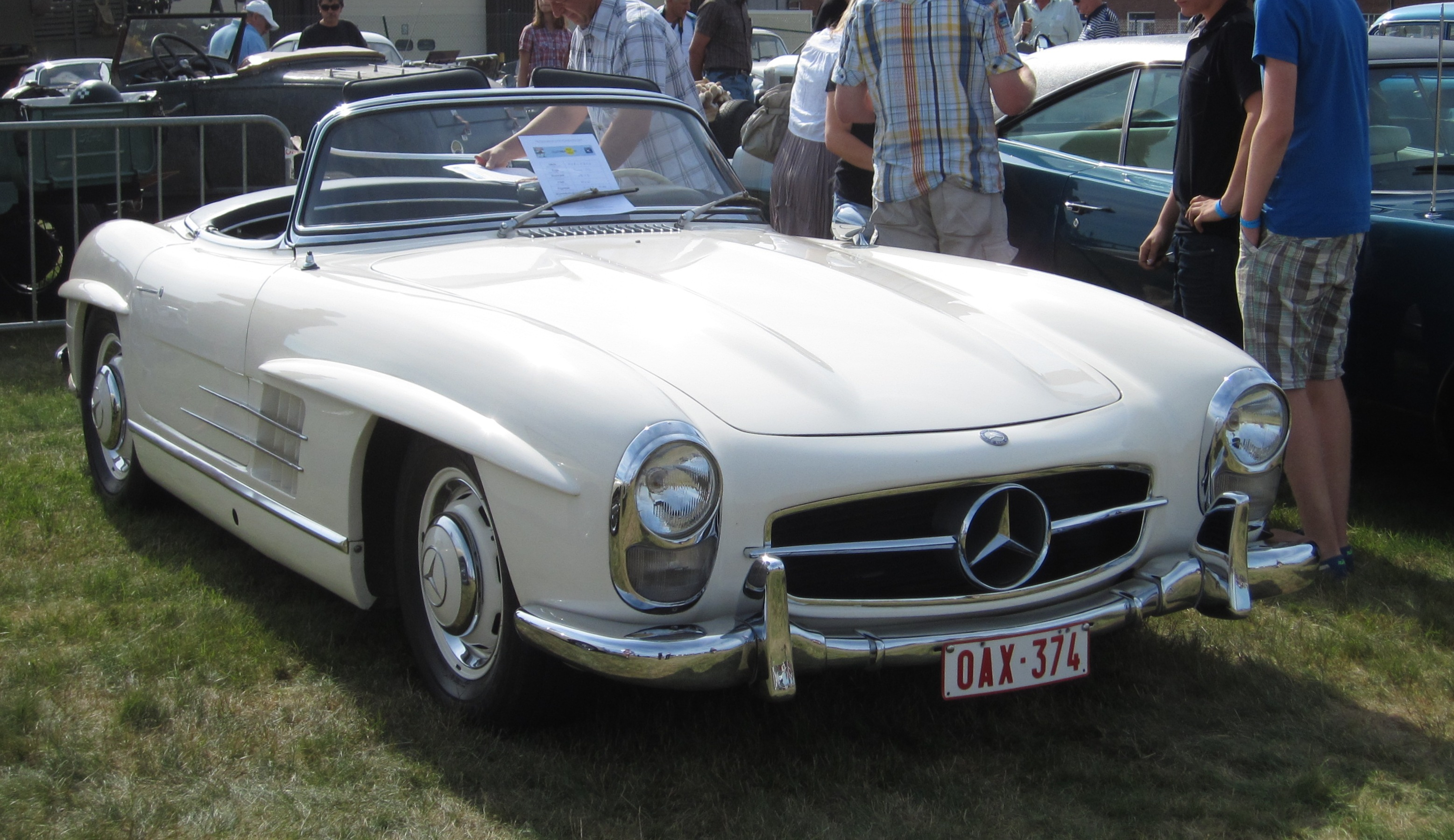

- مرسدس-بنز آر۱۰۷ و سی۱۰۷
- مرسدس-بنز دبلیو۱۱۶
- مرسدس-بنز دبلیو۱۱۴
- مرسدس-بنز دبلیو۱۲۳
- مرسدس-بنز دبلیو۱۲۶
- مرسدس-بنز کلاس-جی

### دهه ۱۹۸۰

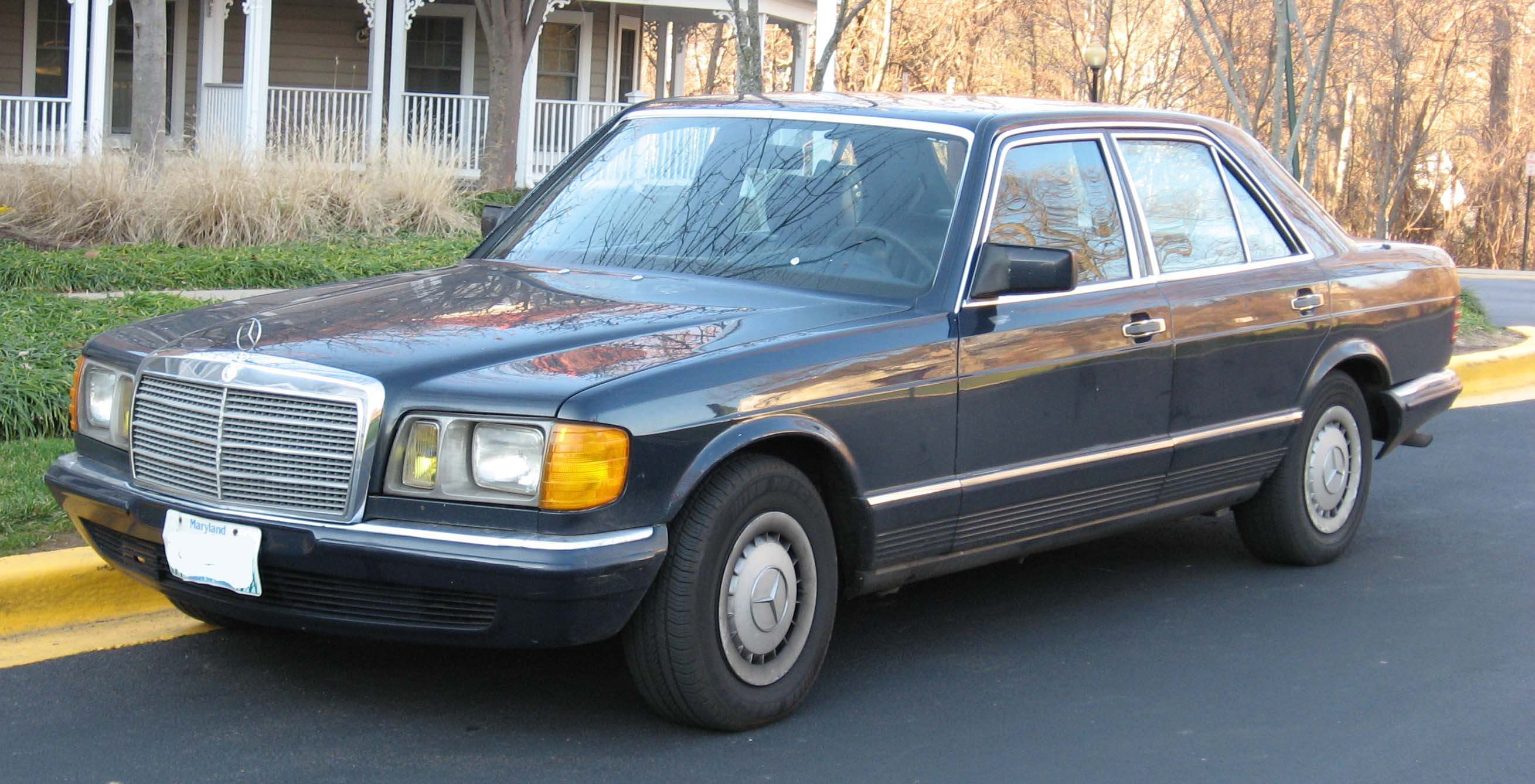

- مرسدس-بنز ام‌بی۱۰۰
- مرسدس-بنز دبلیو۲۰۱
- مرسدس-بنز دبلیو۱۲۴
- مرسدس-بنز کلاس-اس‌ال (آر۱۲۹)

### دهه ۱۹۹۰

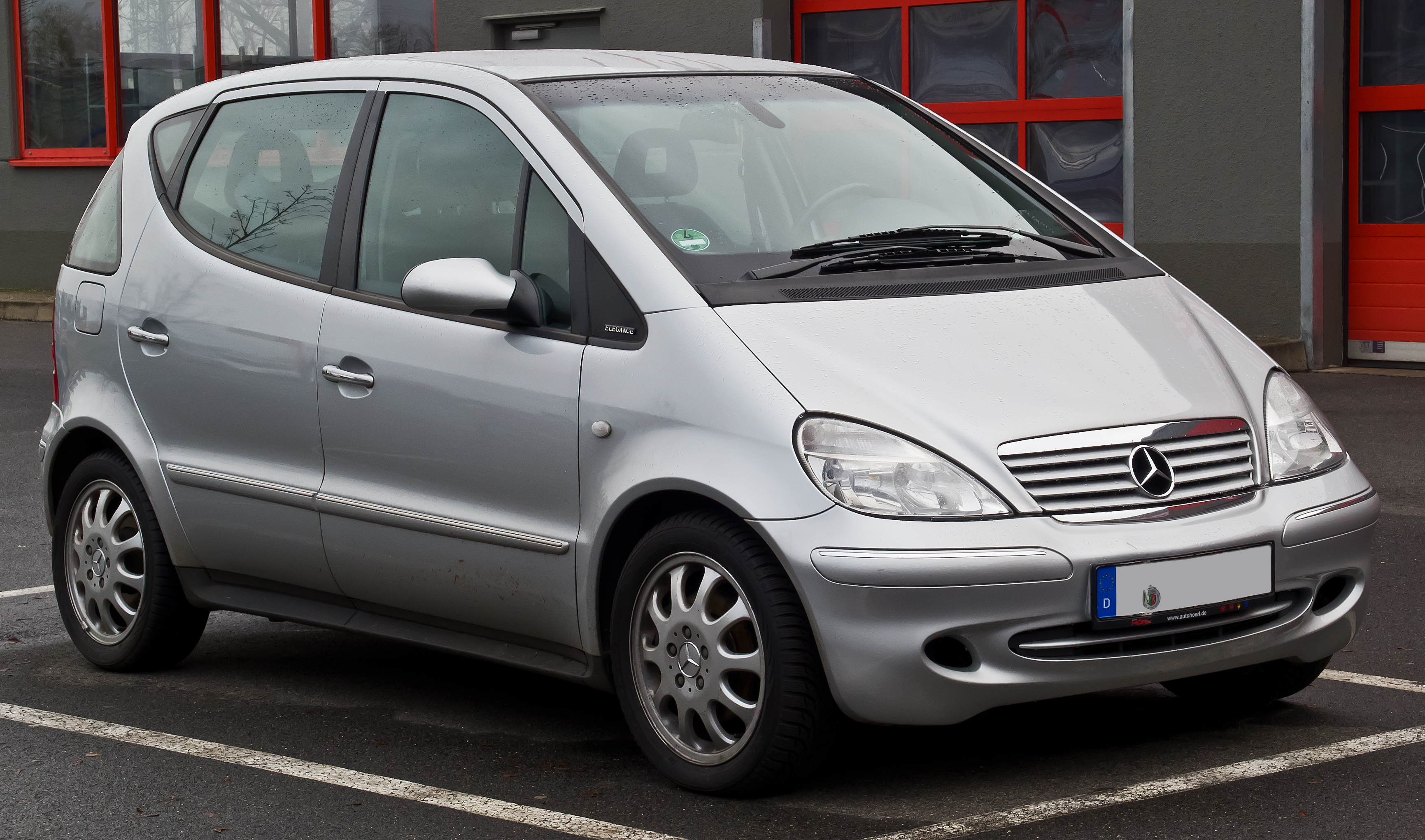
کلاس آ

- مرسدس-بنز کلاس-جی
- مرسدس-بنز دبلیو۱۴۰
- مرسدس-بنز کلاس-سی (دبلیو۲۰۲)
- مرسدس-بنز اسپرینتر
- مرسدس-بنز کلاس-ئی (دبلیو۲۱۰)
- مرسدس-بنز کلاس-اس‌ال‌کا (آر۱۷۰)
- مرسدس-بنز ویتو
- مرسدس-بنز واریو
- مرسدس-بنز کلاس-سی‌ال‌کا
- مرسدس-بنز کلاس-ام
- مرسدس-بنز کلاس-آ
- مرسدس-بنز کلاس-اس (دبلیو۲۲۰)
- مرسدس-بنز کلاس-سی‌ال (سی۲۱۵)

### دهه ۲۰۰۰
- مرسدس-بنز کلاس سی (دبلیو۲۰۳)
- مرسدس-بنز اس‌ال‌آر
- مرسدس-بنز وانیو
- مرسدس-بنز کلاس-سی‌ال‌کا (سی۲۰۹)
- مرسدس-بنز کلاس-ئی (دبلیو۲۱۱)
- مرسدس-بنز اس‌ال‌آر مک‌لارن
- مرسدس-بنز ویتو

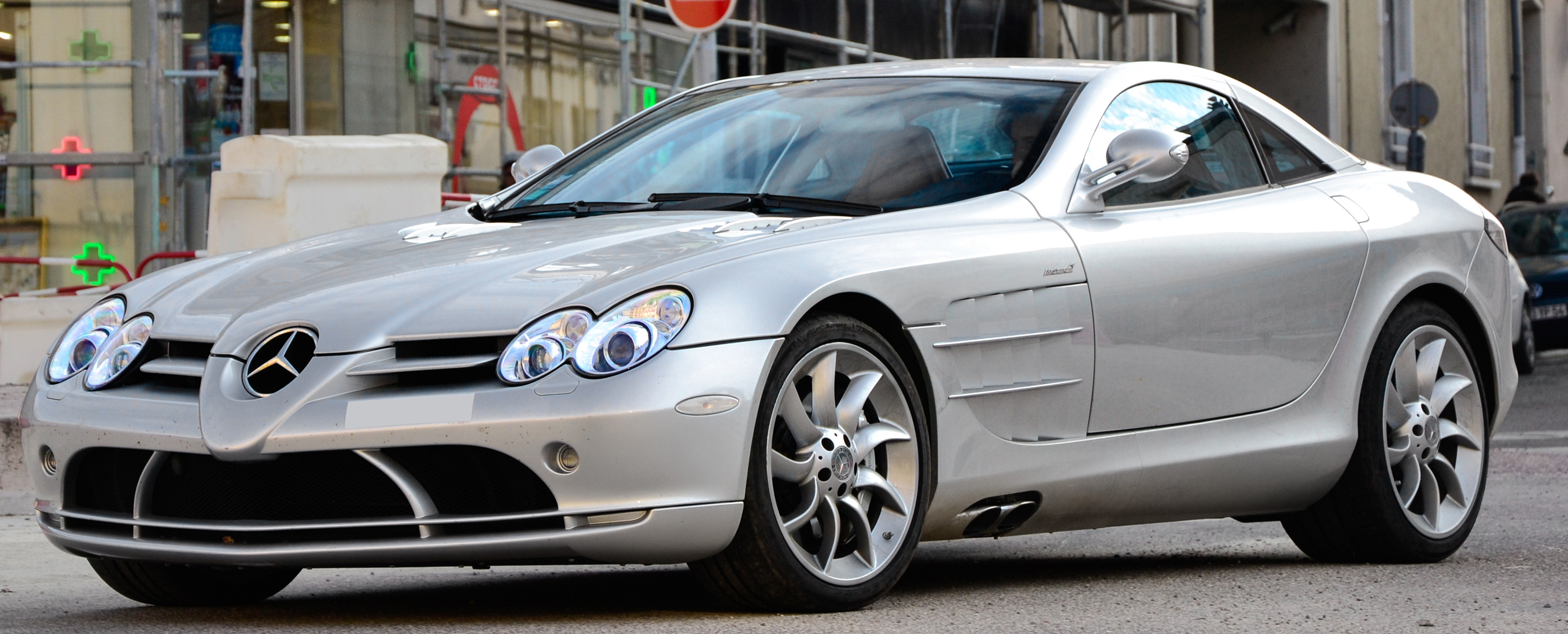
مک لارن

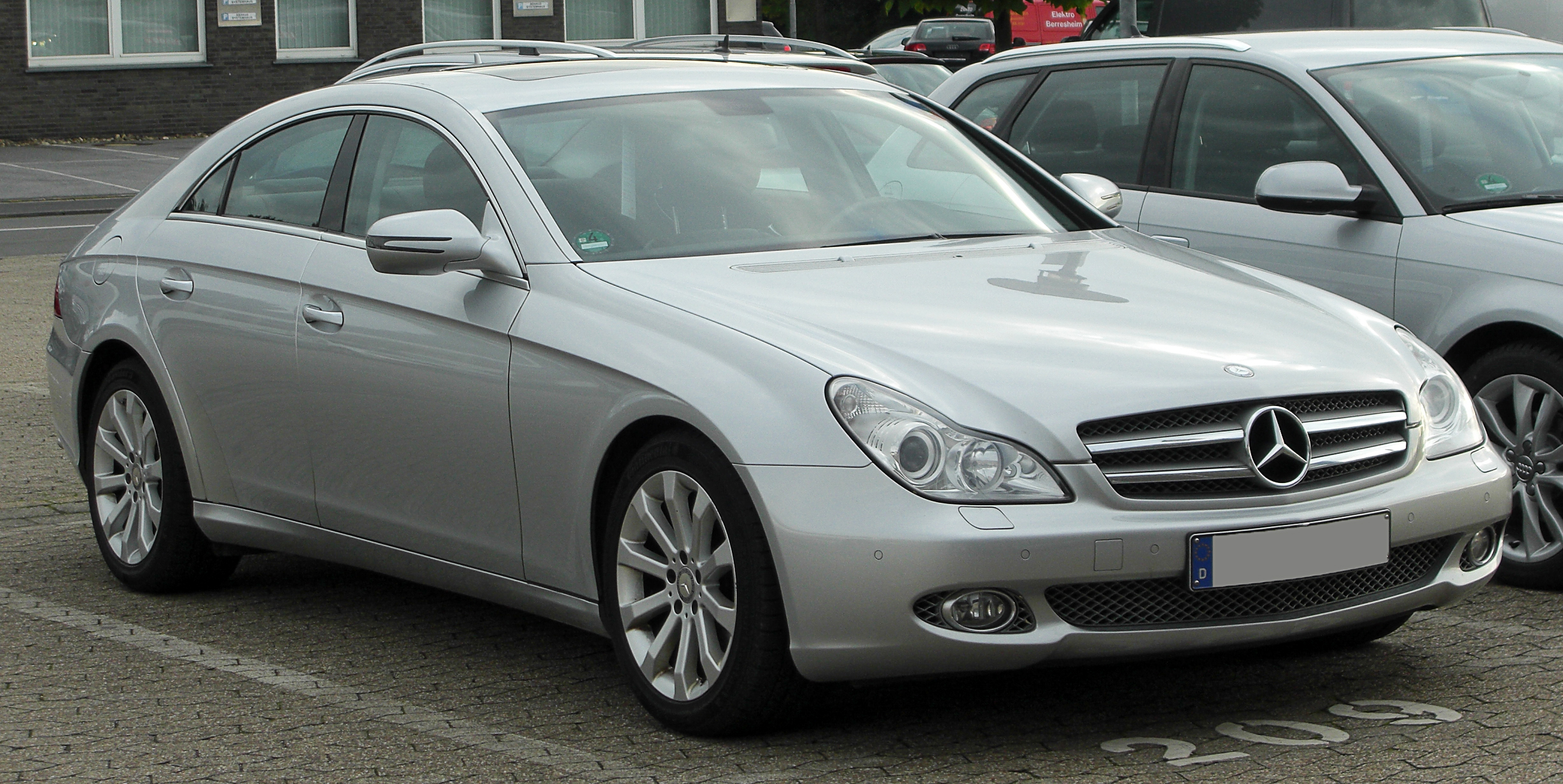
سی ال اس

- مرسدس-بنز کلاس-سی‌ال‌اس (دبلیو۲۱۹)
- مرسدس-بنز کلاس-آ
- مرسدس-بنز کلاس-اس (دبلیو۲۲۱)
- مرسدس-بنز کلاس-آر
- مرسدس-بنز کلاس-بی
- مرسدس-بنز کلاس-جی‌ال (ایکس۱۶۴)
- مرسدس-بنز اسپرینتر
- مرسدس-بنز کلاس-سی‌ال (سی۲۱۶)
- مرسدس-بنز کلاس-سی (دبلیو۲۰۴)
- مرسدس-بنز کلاس-جی‌ال‌کا
- مرسدس-بنز کلاس-ئی (دبلیو۲۱۲)

### دهه ۲۰۱۰
- مرسدس-بنز اس‌ال‌اس آام‌گ

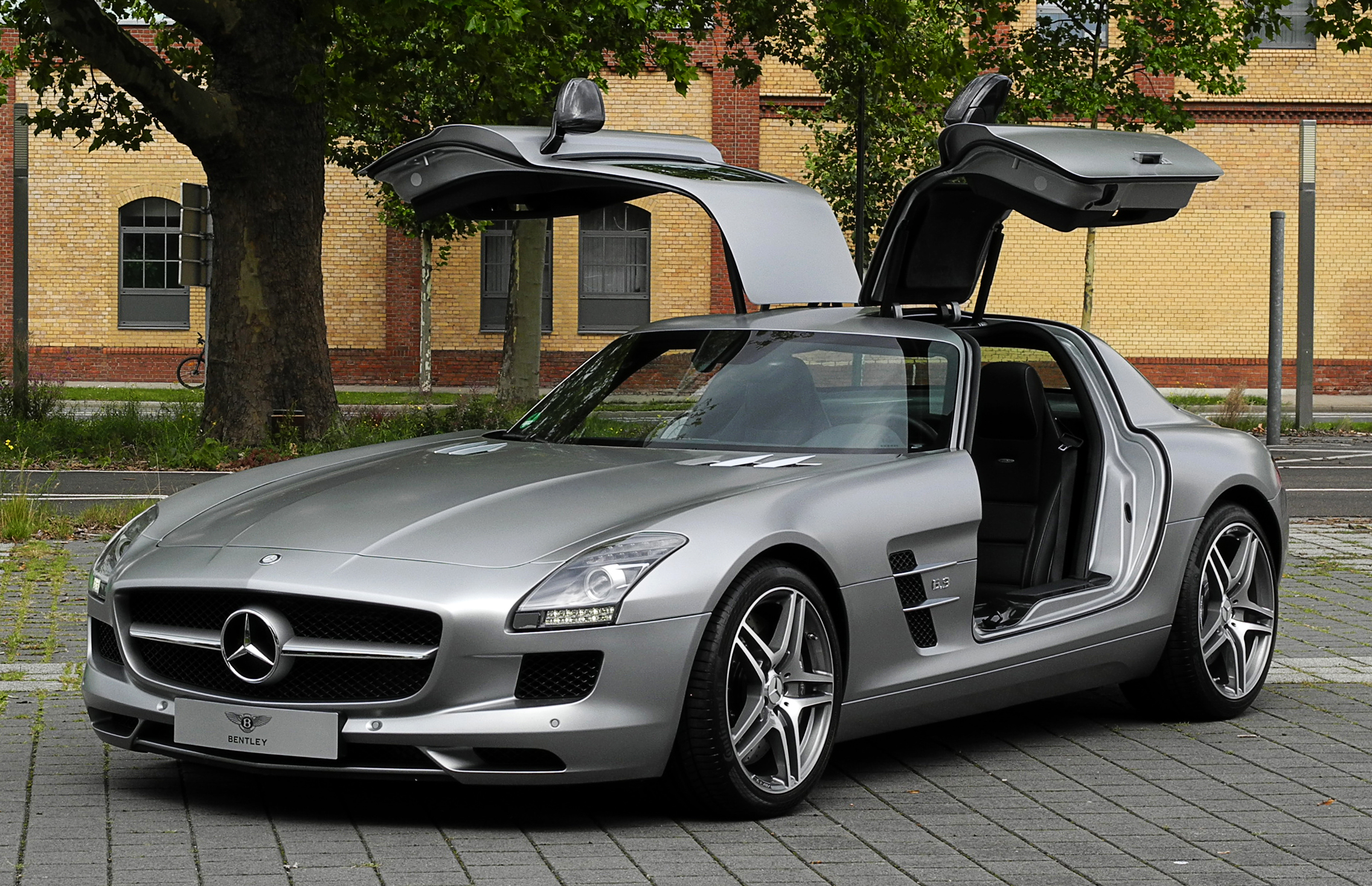
اس‌ال‌اس

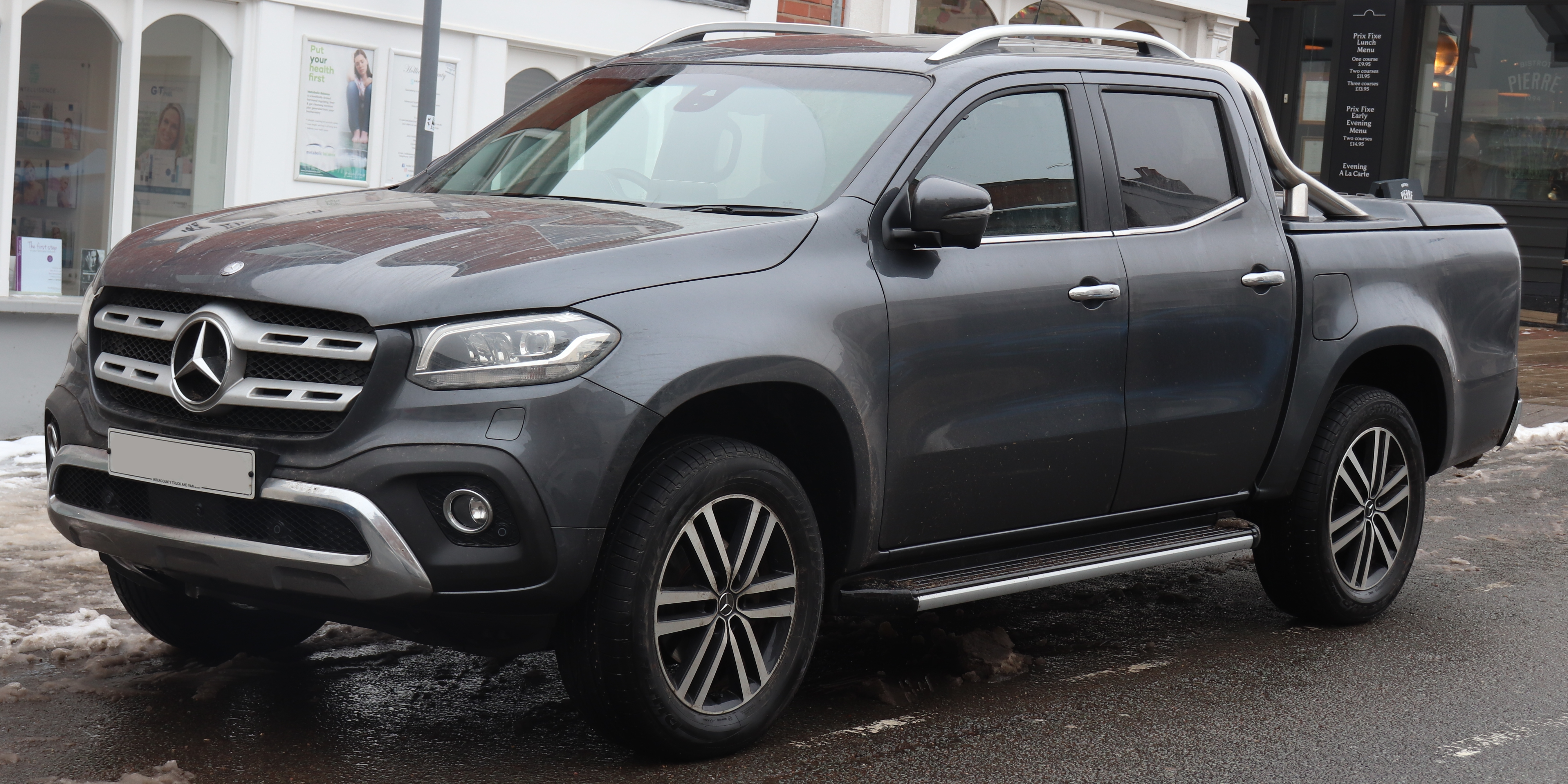
ایکس کلاس

- مرسدس-بنز کلاس-سی‌ال‌اس (دبلیو۲۱۸)
- مرسدس-بنز اس‌ال‌کا
- مرسدس-بنز کلاس-بی
- مرسدس-بنز کلاس-جی‌ال (ایکس۱۶۶)
- مرسدس-بنز سیتان
- مرسدس-بنز کلاس-
- مرسدس-بنز اس‌ال کلاس
- مرسدس-بنز کلاس-اس (دبلیو۲۲۲)
- مرسدس-بنز کلاس-سی‌ال‌ای
- مرسدس-بنز کلاس-جی‌ال‌ای
- مرسدس-بنز کلاس-سی (دبلیو۲۰۵)
- مرسدس-بنز ویتو
- مرسدس-ای‌ام‌جی جی‌تی
- مرسدس-بنز کلاس-جی‌ال‌سی
- مرسدس-بنز کلاس-ئی (دبلیو۲۱۳)
- مرسدس-بنز کلاس-ایکس
- مرسدس-بنز کلاس-آ (دبلیو۱۷۷)
- مرسدس-بنز کلاس-سی‌ال‌اس
- مرسدس-آام‌گ جی‌تی چهار-در کوپه
- مرسدس-بنز کلاس-جی
- مرسدس-بنز ئی‌کیوسی
- مرسدس-بنز کلاس-بی
- مرسدس-بنز کلاس-سی‌ال‌ای
- مرسدس-بنز کلاس-جی‌ال‌بی
- مرسدس-بنز کلاس-جی‌ال‌اس

### دهه ۲۰۲۰
- مرسدس-آام‌گ وان

## خودرهای مفهومی

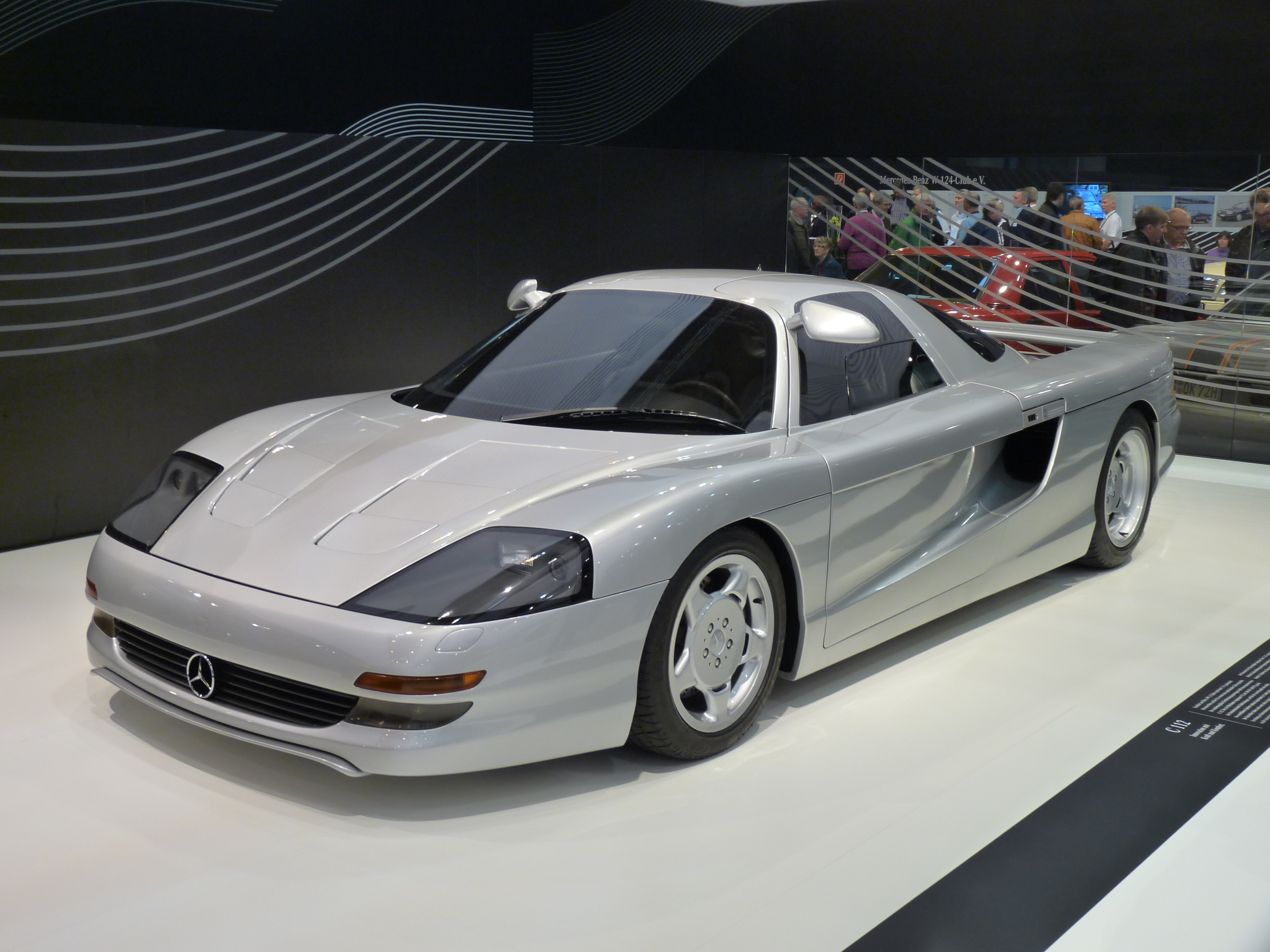
سی ۱۱۲

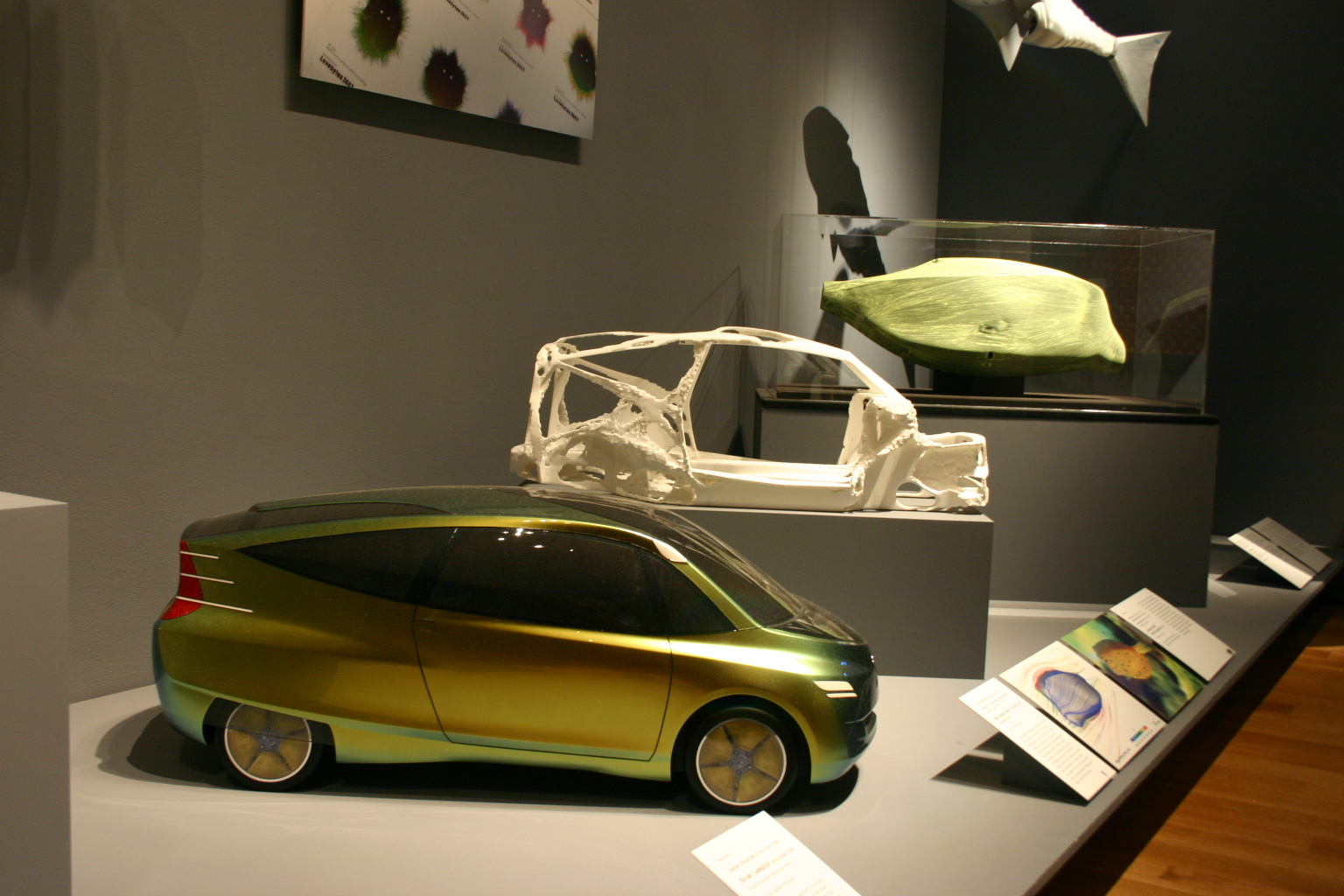
مرسدس بنز بیونیک

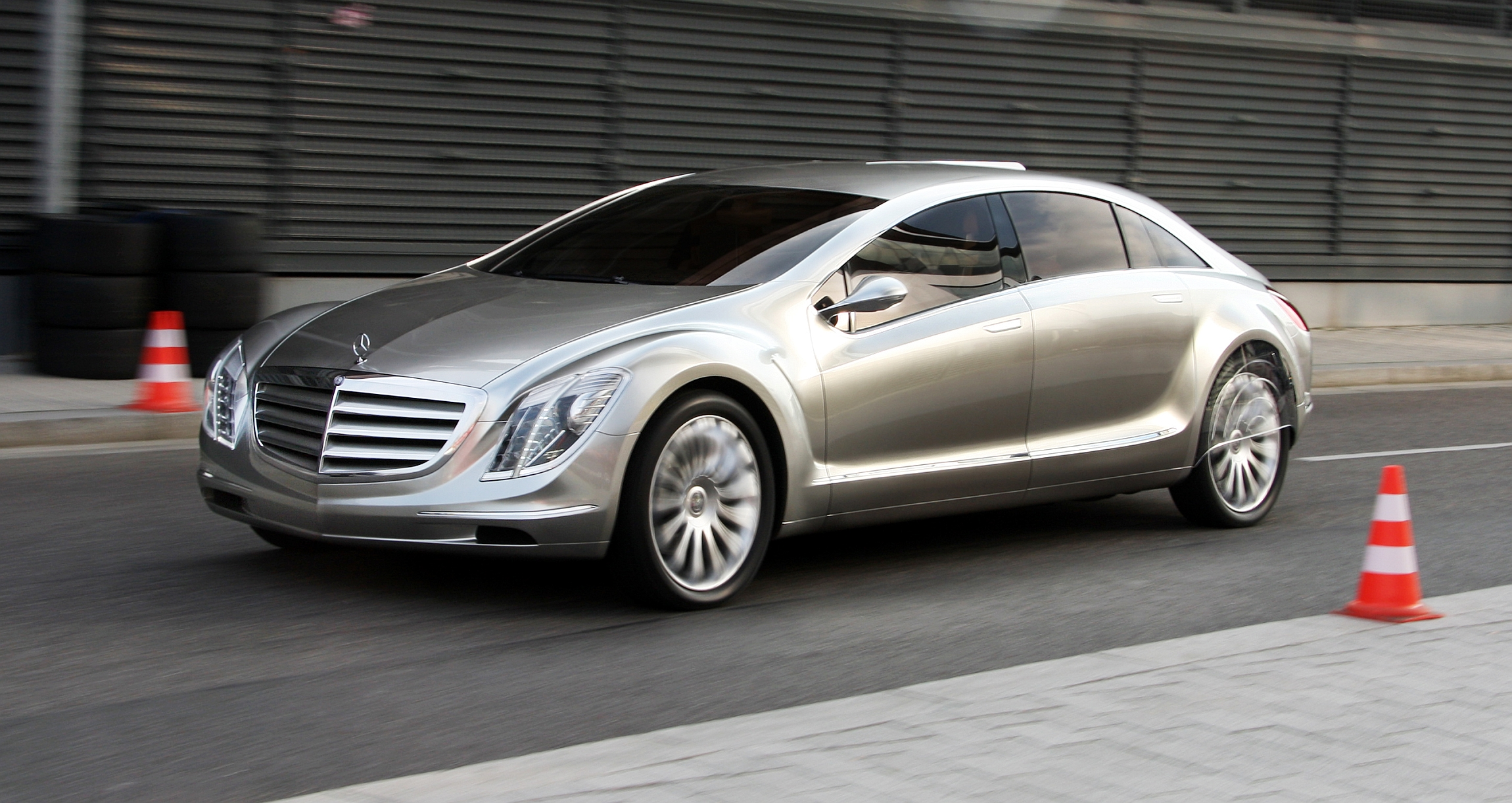
اف۷۰۰

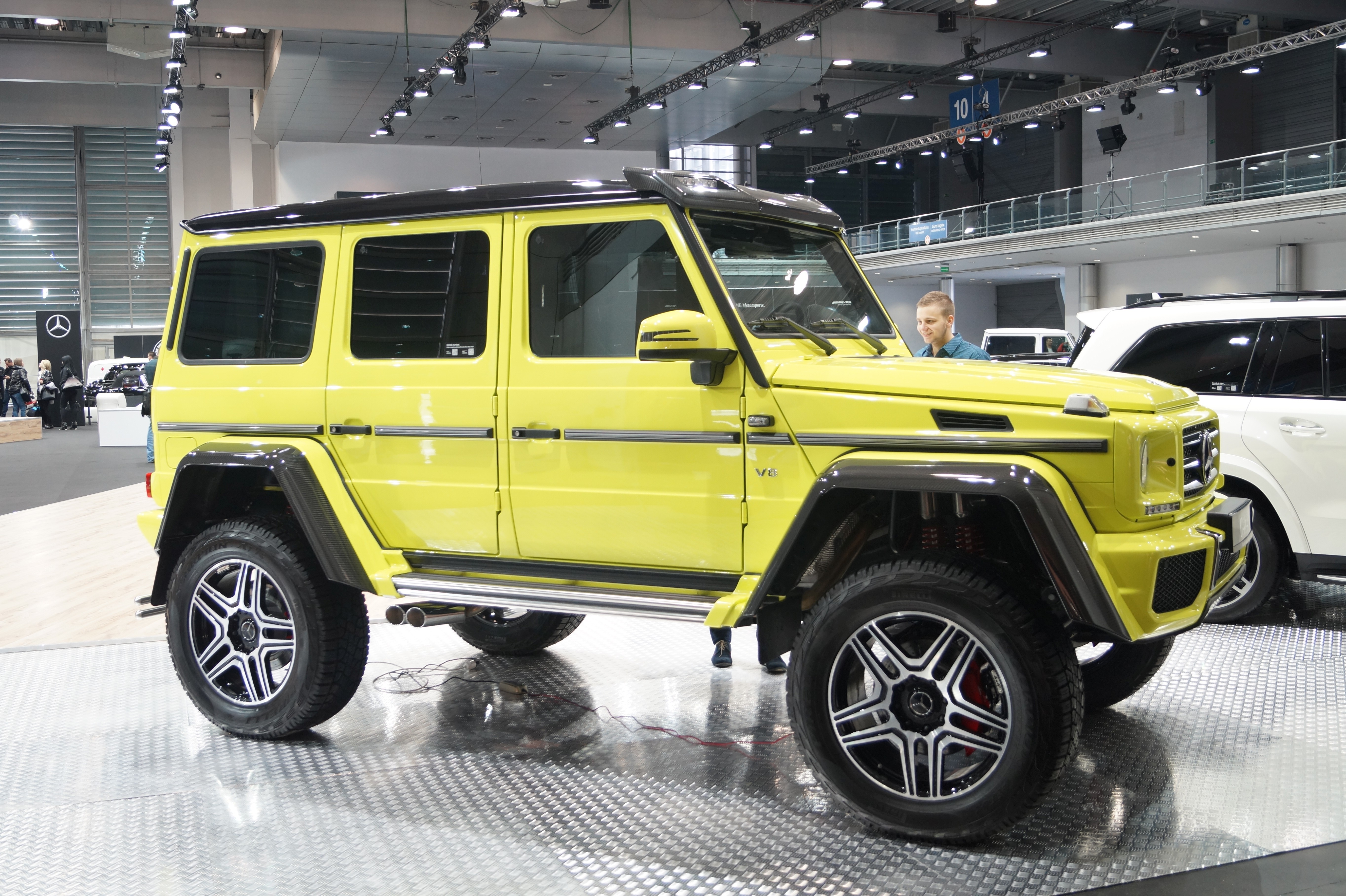
جی‌کلاس ۴×۴

### دهه۱۹۶۰
- ۱۹۶۹ مرسدس-بنز سی۱۱۱[۳]

### دهه۱۹۷۰
- ۱۹۷۸ مرسدس-بنز سی‌دبلیو ۳۱۱

### دهه۱۹۸۰
- ۱۹۸۱ مرسدس-بنز اتو ۲۰۰۰[۴]
- ۱۹۸۲ مرسدس-بنز ان‌ای‌اف‌ای[۵]

### دهه۱۹۹۰
- ۱۹۹۱ مرسدس-بنز سی ۱۱۲[۶]
- ۱۹۹۱ مرسدس-بنز اف۱۰۰[۷]
- ۱۹۹۳ مرسدس بنز کوپه کانسپت[۸]
- ۱۹۹۴ مرسدس-بنز اس کلاس شوتینگ بریک[۹]
- ۱۹۹۴ مرسدس بنز اس‌ال‌کی آی اند II[۱۰]
- ۱۹۹۵ مرسدس-بنز واریو[۱۱]
- ۱۹۹۶ مرسدس-بنز اف۲۰۰[۱۲]
- ۱۹۹۷ مرسدس-بنز اف۳۰۰ لایف جت[۱۳]
- ۱۹۹۷ مرسدس-بنز ویژن آ ۹۳[۱۴]
- ۱۹۹۹ مرسدس-بنز ویژن اس‌ال‌آر[۱۵]

### دهه۲۰۰۰
- ۲۰۰۰ مرسدس بنز ویژن اس‌ال‌آ[۱۶]
- ۲۰۰۲ مرسدس-بنز کلاس-آر[۱۷]
- ۲۰۰۲ مرسدس بنز اف ۴۰۰[۱۸]
- ۲۰۰۳ مرسدس-بنز ویژن سی‌ال‌اس[۱۹]
- ۲۰۰۳ مرسدس-بنز اف۵۰۰ مایند[۲۰]
- ۲۰۰۵ مرسدس بنز اف۶۰۰ هیوستینگ[۲۱]
- ۲۰۰۵ مرسدس-بنز بیونیک[۲۲]
- ۲۰۰۷ مرسدس-بنز اوشن درایو[۲۳]
- ۲۰۰۷ مرسدس-بنز اف۷۰۰
- ۲۰۰۹ مرسدس-بنز اف-سل رودستر[۲۴]

### دهه۲۰۱۰
- ۲۰۱۰ مرسدس-بنز اف۸۰۰[۲۵]
- ۲۰۱۰ مرسدس-بنز بیوم[۲۶]
- ۲۰۱۰ مرسدس بنز بلیتزن بنز[۲۷]
- ۲۰۱۱ مرسدس-بنز اف۱۲۵[۲۸]
- ۲۰۱۱ مرسدس-بنز سیلور لایتینگ[۲۹]
- ۲۰۱۱ مرسدس بنز یونیماگ[۳۰]
- ۲۰۱۲مرسدس-بنز انر جی[۳۱]
- ۲۰۱۳ مرسدس-بنز کانسپت جی‌ال‌آ[۳۲]
- ۲۰۱۳ مرسدس بنز آام‌جی گرن توریسمو[۳۳]
- ۲۰۱۴مرسدس-بنز ویژن جی[۳۴]
- ۲۰۱۵ مرسدس-بنز اینتلایگنت[۳۵]
- ۲۰۱۵مرسدس-بنز اف ۱۰۱۵[۳۶]
- ۲۰۱۵ مرسدس-بنز کلاس جی ۴×۴[۳۷]
- ۲۰۱۶ مرسدس-بنز ویژن ون[۳۸]
- ۲۰۱۶ مرسدس بنز مایباخ ۶ کابریولت

## اتومبیل موتور اسپورت

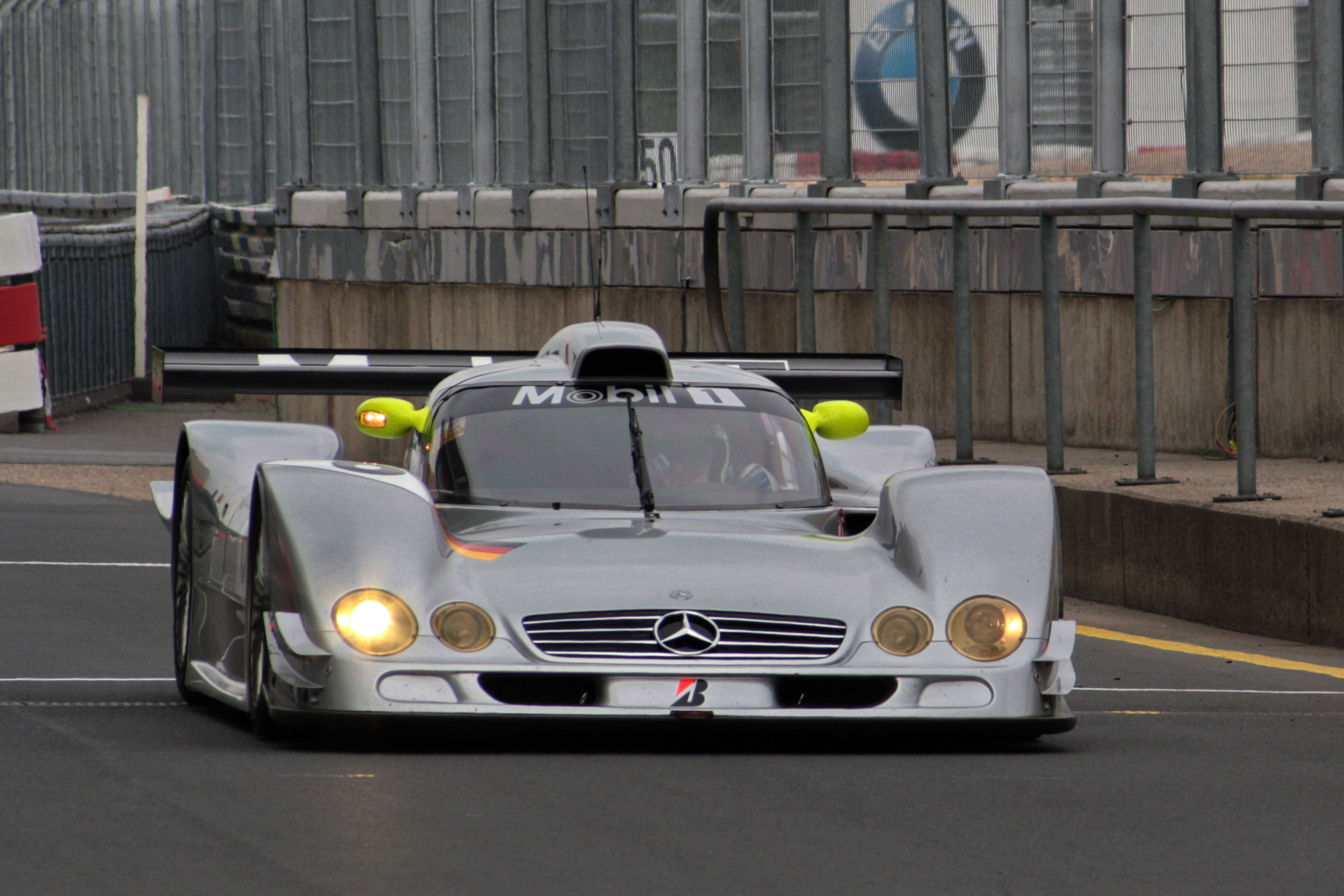
مرسدس-بنز سی‌ال‌آر

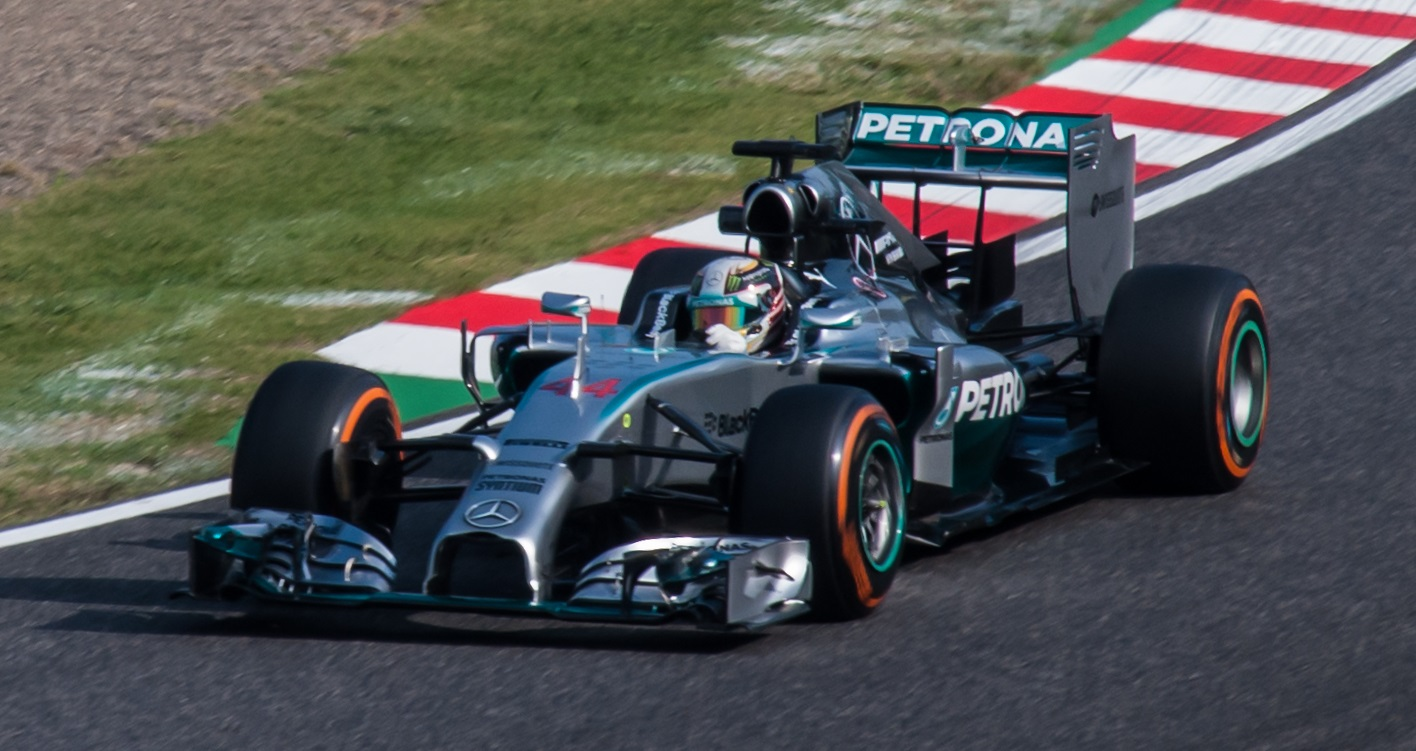

### فرمول یک
- ۱۹۹۵۲ مرسدس-بنز دبلیو۱۹۴
- ۱۹۵۴–۱۹۵۵ مرسدس-بنز دبلیو۱۹۶
- ۲۰۱۰ مرسدس-بنز ام‌جی‌پی دبلیو۰۱
- ۲۰۱۱ مرسدس-بنز ام‌جی‌پی دبلیو۰۲
- ۲۰۱۲ مرسدس-بنز اف۱ دبلیو۰۳
- ۲۰۱۳ مرسدس-بنز اف۱ دبلیو۰۴
- ۲۰۱۴ مرسدس-بنز اف۱ دبلیو۰۵ هیبریدی
- ۲۰۱۵ مرسدس-بنز اف۱ دبلیو۰۶ هیبریدی
- ۲۰۱۶ مرسدس-بنز اف۱ دبلیو۰۷ هیبریدی
- ۲۰۱۷ مرسدس-بنز آام‌گ اف۱ دبلیو۸ ئی‌کیو پاور+
- ۲۰۱۸ مرسدس آام‌گ اف۱ دبلیو۰۹ ئی‌کیو پاور+
- ۲۰۱۹ مرسدس آام‌گ اف۱ دبلیو۱۰ ئی‌کیو پاور+
- ۲۰۲۰ مرسدس آام‌گ اف۱ دبلیو۱۱ ئی‌کیو پاور+
- ۲۰۲۱ مرسدس آام‌گ اف۱ دبلیو۱۲ ئی‌کیو پاور+

### فرمول E
- ۲۰۱۹–۲۰ مرسدس-بنز سیلور ئی کیو آرو

### سایر
- ۱۹۲۸–۱۹۳۲ مرسدس بنز اس‌اس‌کا
- ۱۹۳۴ مرسدس-بنز دبلیو ۲۵
- ۱۹۳۷ مرسدس-بنز دبلیو ۱۲۵
- ۹۳۸–۱۹۳۹ مرسدس-بنز دبلیو ۱۵۴
- ۱۹۳۹ مرسدس-بنز دبلیو ۱۶۵
- ۱۹۵۵ مرسدس-بنز ۳۰۰ اس‌ال‌آر
- ۱۹۸۷مرسدس-بنز ساوبر سی۹
- ۱۹۹۷–۱۹۹۸ مرسدس-بنز سی‌ال‌کا جی‌تی‌آر
- ۱۹۹۹ مرسدس-بنز سی‌ال‌آر
- ۲۰۰۴–۲۰۰۶ مرسدس-بنز آام‌گ دبلیو۲۰۳
- ۲۰۰۷–۲۰۱۰ مرسدس-بنز آام‌گ دبلیو ۲۰۴
- ۲۰۱۱ مرسدس-بنز سی کوپه

## تیونر

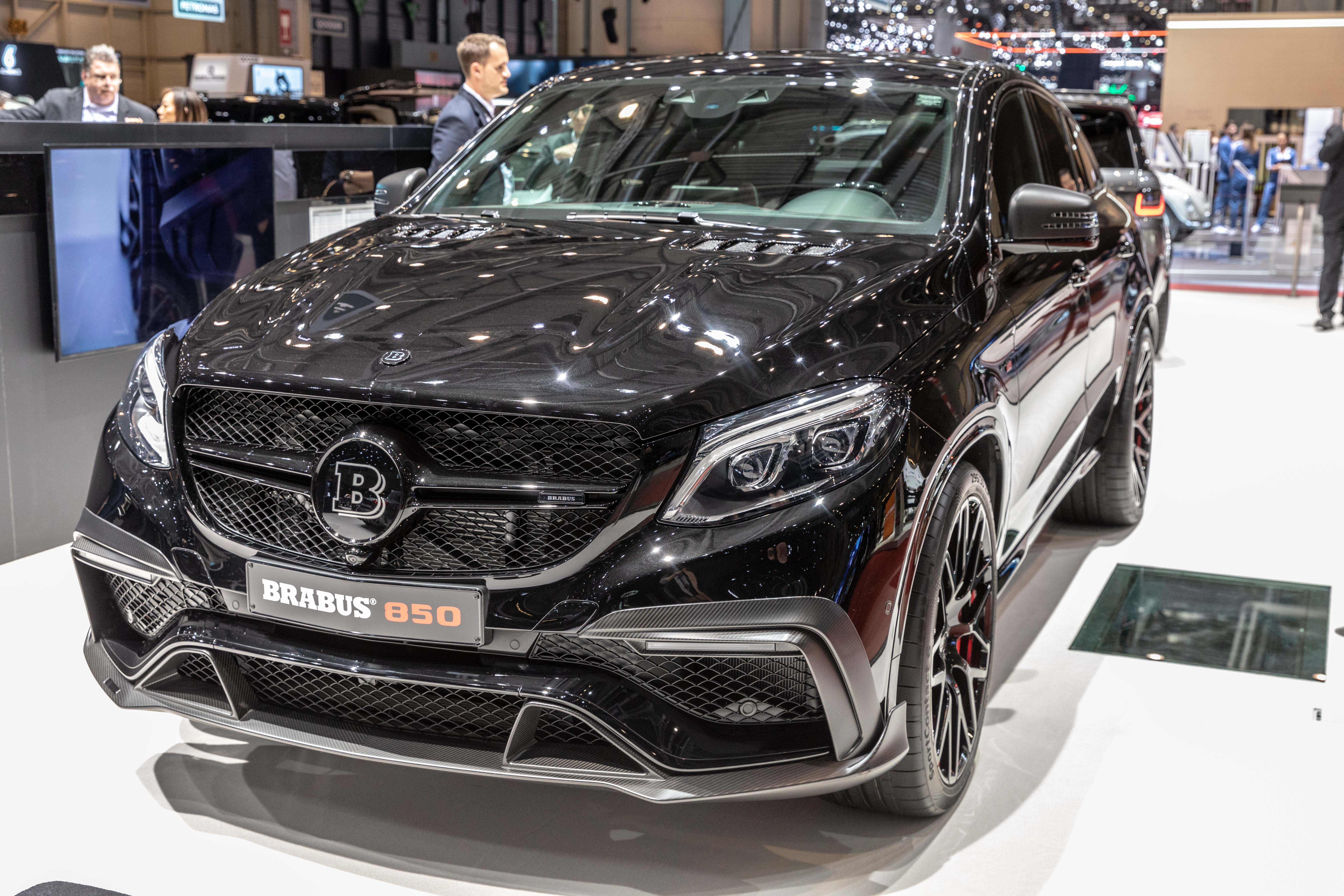
خودروی تیون شده توسط برابوس

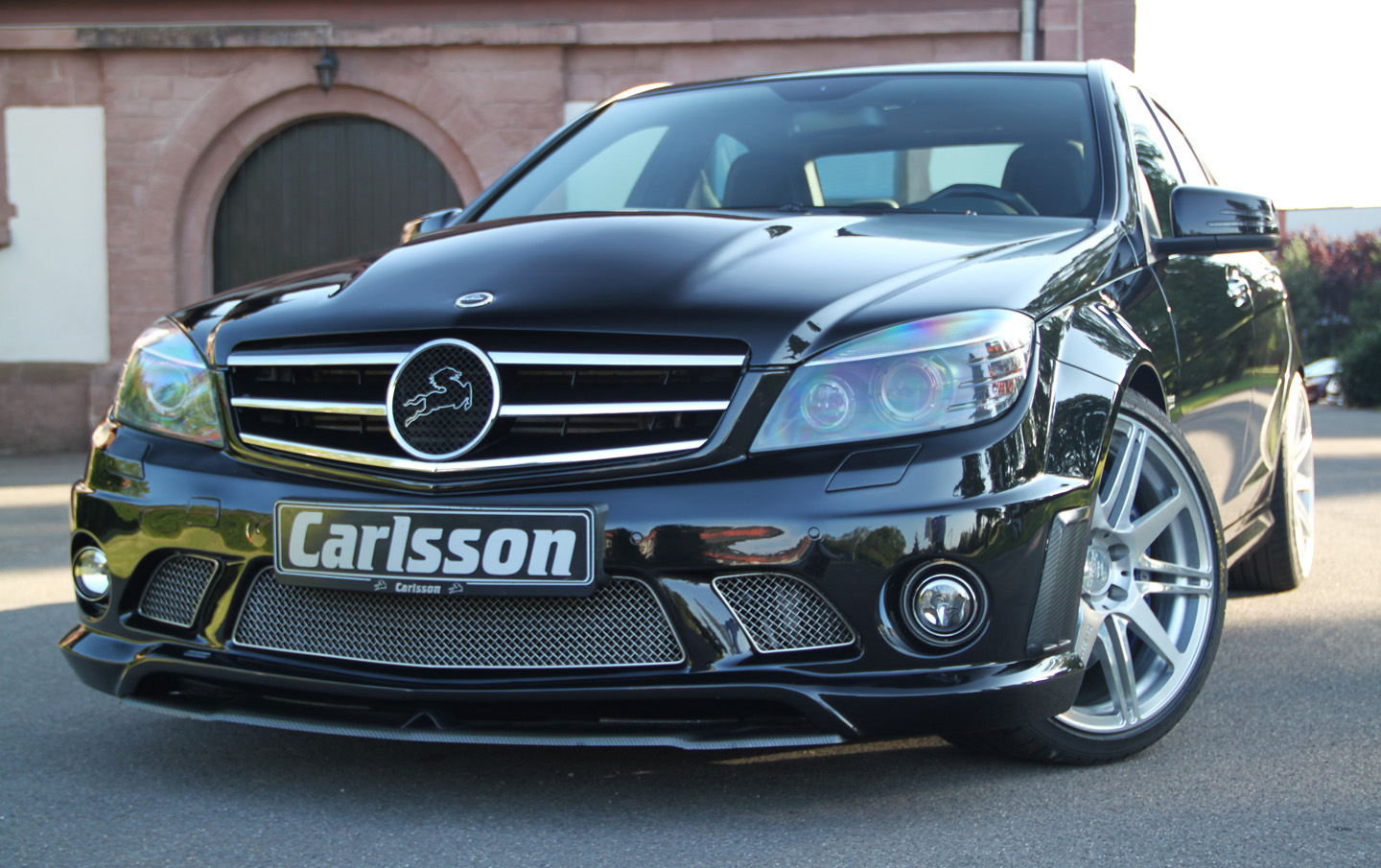
خودروی تیون شده توسط کارلسون

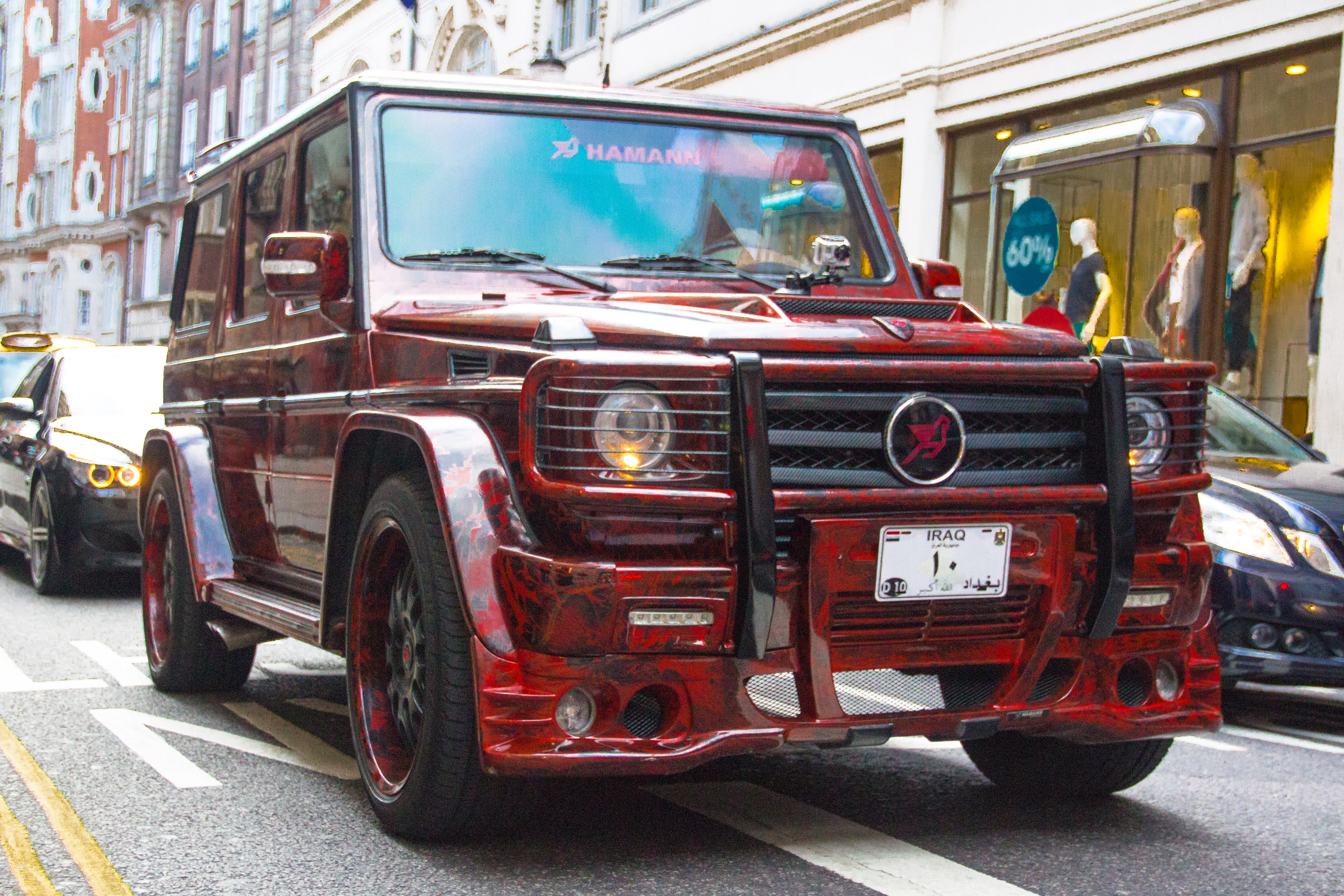
خودروی تیون شده توسط هامان

- برابوس
- کارلسون
- هامان موتور اسپورت
- کلیمان
- منصوری
- رنتچ
- ام‌کی‌بی تیونینگ